# Павлово-Посадский шёлк
Павлово-Посадский шёлк — одно из старейших предприятий по производству тканей в России. Фабрика была основана в 1812 году российским промышленником Андреем Алексеевичем Соколиковым. Имеет множество наград и премий за свою продукцию. Почетный член Гильдии поставщиков Московского Кремля.

## История

### Период фабрикантов Соколиковых

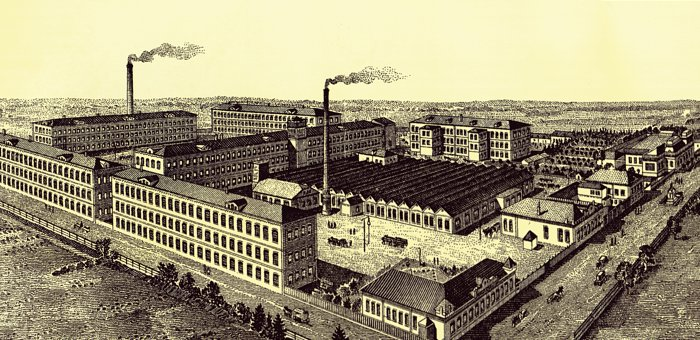
Изображение фабрики времен фабрикантов Соколиковых

Фабрика Соколиковых — старейшее предприятие шелковой промышленности России. Её основатель, Андрей Алексеевич Соколиков, переселился из Москвы, где имел небольшое ситценабивное предприятие. В 1812 году при подходе к Москве войск Наполеона он, захватив часть оборудования, выехал из столицы в деревню Филимоново (в настоящее время район Павловского Посада) и основал здесь шёлкоткацкое заведение. В то время в деревне Филимоново почти в каждом дворе крестьяне ткали шелковые ткани для московских купцов. В конце 1812 года А. А. Соколиков открывает здесь раздаточное производство. Основная продукция шелковые ленты и платки.
Сын Андрея Алексеевича Афанасий Андреевич Соколиков унаследовал производство отца и расширил его. До 1860 г. владельцами фабрики были Афанасий Андреевич Соколиков и его сыновья Егор и Иван. Наследники Афанасия Соколикова разделили производство на несколько самостоятельных фабрик. Основная первоначальная фабрика перешла в руки Егора Афанасьевича Соколикова, который в 1865 г. учредил Торговый дом. Иван Афанасьевич Соколиков рядом с отцовским производством открывает свою шёлкоткацкую фабрику. Он был купцом 2 гильдии. В январе 1889 г. вместе с сыновьями Василием и Федором учреждает Торговый дом «И., В. и Ф. Соколиковы». После смерти отца Василий и Федор разделились, образовалось два новых предприятия. С тех пор в деревне существовало уже три отдельных шелковых предприятия.
Фабрики специализировались на выпуске товаров массового спроса — женских головных платков и шелковых тканей. Шелковый товар вывозился в Среднюю Азию и страны Востока, активно велась торговля в самом центре Москвы.
Слава шелков, производимых на фабриках братьев Соколиковых, была создана руками павловопосадцев. Их труд и мастерство отмечены наградами Международных промышленных выставок в Нижнем Новгороде (1896 г.), Стокгольме (1897 г.), Париже (1900 г.), Вене (1904 г.), Лондоне (1906 г.).

### Советский период

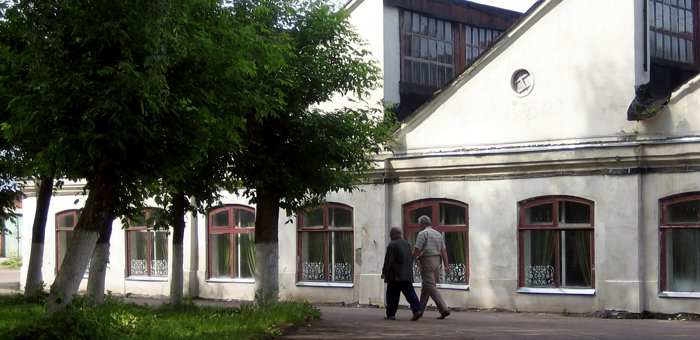
Шёлкоткацкая фабрика им. Я. М. Свердлова

В годы первой мировой войны предприятие продолжало работу, хотя численность рабочих в связи с трудностями военного времени несколько сократилась. В те годы фабрика выполняла заказы военного ведомства. Здесь изготавливались зарядные мешочки для пороха из шелка, они предназначались для артиллерии.
В начале 1919 года фабрика была национализирована. Несколько позже фабрике было присвоено имя Я. М. Свердлова. В те трудные для страны годы, несмотря на недостаток сырья, топлива, голод, фабрика работала, хотя и в сокращенном объёме. В январе 1921 года было выпущено 5943 метра шелковых тканей, 1771 платок и 2313 шарфов. С середины 1923 года фабрика была временно остановлена из-за недостатка сырья и топлива. И только в период восстановления народного хозяйства, с 1925 года она введена в эксплуатацию.
В 1926 году на фабрике развернулось движение за уплотнение труда, а к 1930 году фабрика начала работать на полную мощность. Ассортимент в основном был тот же, что и в дореволюционный период: подкладочные ткани, саржевые платки, поплин и прочее. Все это изготовлялось из натурального шелка с применением хлопчатобумажного утка.
С начала Великой Отечественной войны фабрика перестраивает свою работу, сокращая до минимума выпуск старой продукции, перейдя на изготовление главным образом тканей необходимых фронту — в жаккардовом ткачестве материала для офицерских погон, в гладьевом ткачестве — парашютного полотна и хлопчатобумажных бельевых тканей.
В послевоенные годы на фабрике развернулась массовая работа по техническому перевооружению предприятия. Ручной труд стал заметно вытесняться машинами. В 1950—1960-е гг. важным направлением работы предприятия стало изготовление и воссоздание тканей, изготовленных русскими мастерами в середине XIX века. Специалистами предприятия была восстановлена технология производства уникальных тканей для реставрации Георгиевского и Владимирского залов Кремля, Кремлёвского Дворца съездов, кабинета В. И. Ленина в Горках, Эрмитажа, Петергофа, Большого театра и других исторических памятников. Тканями, произведёнными в Павловском Посаде, оформлены залы Большого и Малого Академических театров, Дома Правительства РФ, интерьеры особняка Министерства иностранных дел и приёмная Министра обороны РФ.

### Постсоветский период

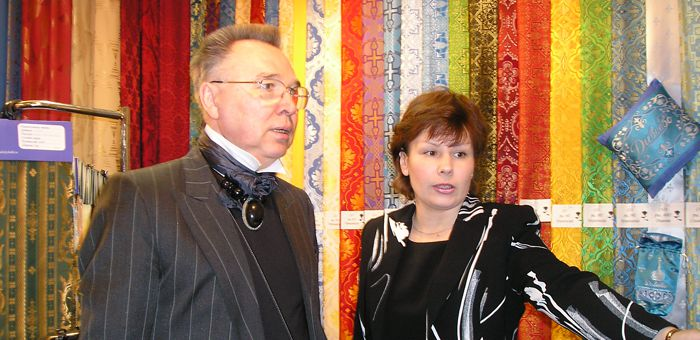
Приезд модельера Вячеслава Зайцева на фабрику (19 мая 2006 г.)

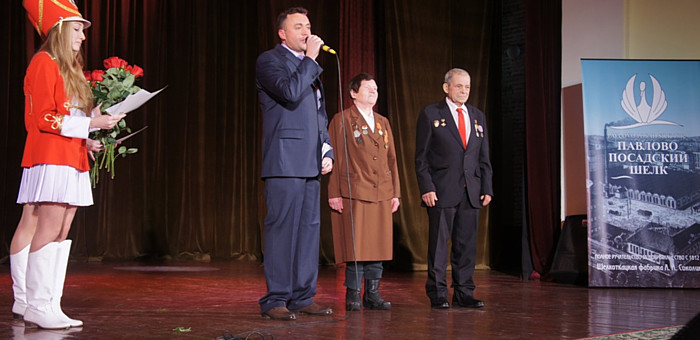
Празднование 200-летия со дня основания предприятия (30 ноября 2012 г.)

В январе 1993 года фабрика становится Акционерным обществом «Шёлкоткацкая фабрика „Силон“». По-прежнему основную долю производства составляли заказы музеев, дворцов и усадеб.
В сентябре 2002 года фабрика преобразуется в ООО «Павлово-Посадский шёлк». Разрабатываются новые структуры и рисунки тканей из натуральных материалов.
19 мая 2006 года фабрику посетил модельер Вячеслав Зайцев. Вячеслав Михайлович отметил: «Особенно меня радует то, что предприятие хранит традиции, и многие ткани выполнены в „русском стиле“».
19 апреля 2007 года в Большом Кремлёвском дворце в зале ордена святого Александра Невского на очередном собрании Гильдии поставщиков Московского Кремля фабрике вручили знак «Почетный член гильдии поставщиков Кремля».
30 ноября 2012 года коллектив ООО «Павлово-Посадского шёлка» отметил 200-летие со дня основания предприятия.

## Продукция

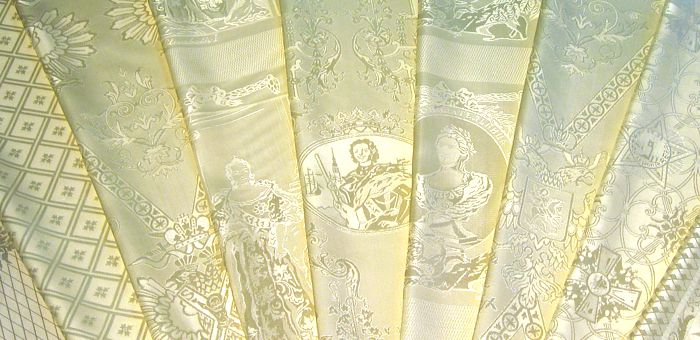
Коллекция тканей «Дворцовый стиль»
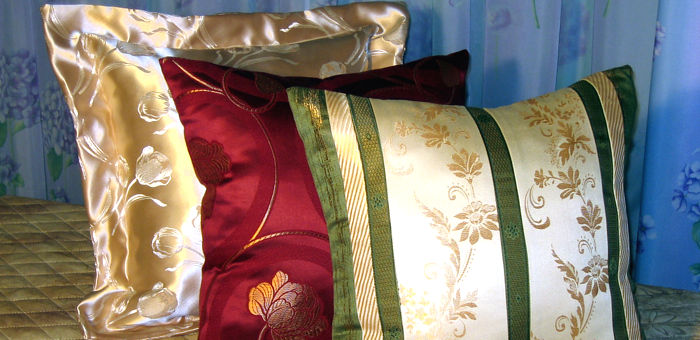
Декоративные подушки
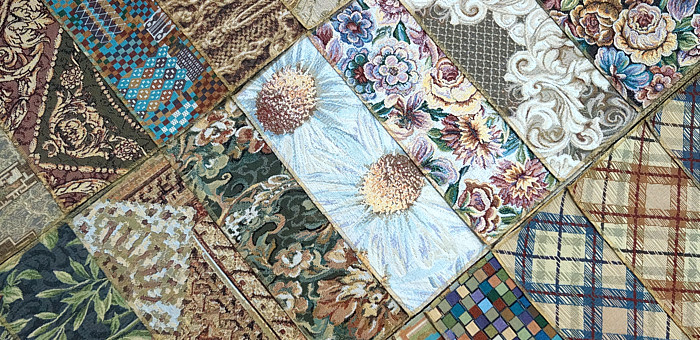
Гобеленовые ткани

## Интересные факты
- Из тканей фабрики были изготовлены костюмы и декорации для кинокартин «Война и мир», «Зелёная карета», «Звезда пленительного счастья»[2].